# 巴尼
巴尼，位于多米尼加南部加勒比海畔，是佩拉维亚省的首府。它是当地金融和工业中心，盛产香蕉与咖啡。